# Организация освобождения Палестины
Организа́ция освобожде́ния Палести́ны (ОО́П) (араб. مُنَظَّمَةُ ٱلتَّحْرِيرِ ٱلْفِلَسْطِينِيَّة‎, муназ̣з̣амат ат-тах̣рӣр аль-фалист̣ӣнийя) — организация, претендующая на представление интересов арабов, живших на территории подмандатной Палестины до Арабо-израильской войны 1948 года, и их потомков.
Была основана в 1964 году решением Лиги арабских государств с целью «освобождения Палестины» и предоставления «законных прав арабскому населению Палестины» (формулировка БСЭ).
Программным документом ООП является Палестинская хартия, принятая Палестинским национальным советом в Каире в 1968 году и предусматривавшая ликвидацию Израиля, устранение сионистского присутствия в Палестине, и рассматривавшая Палестину как «неделимое региональное образование в границах, существовавших во времена Британского мандата».
Первым председателем исполкома ООП был назначен Ахмед Шукейри (1964—1967), после него чуть больше года пост занимал Яхие Хаммуда. Третьим председателем исполкома ООП был с 1969 и до своей смерти в 2004 году лидер ФАТХа Ясир Арафат. С 2004 года по 2015 год председателем являлся Махмуд Аббас.
Военно-политические организации палестинских арабов, входящих в состав ООП, ответственны за убийство многих израильтян и граждан других государств, и были признаны рядом стран террористическими. Сама она тоже считалась таковой до 1988 года.
В 1993 году, после того, как в ходе подготовки решений Соглашений в Осло ООП официально признало Резолюции 242 и Резолюции 338 Совета безопасности ООН, и официально заявила об отказе от стремления к уничтожению Израиля и методов террора, Израиль признал ООП партнёром по переговорам.
На данный момент ООП действует легально и имеет статус наблюдателя в ООН. Ни в одной стране мира, в том числе в Израиле, ООП в настоящее время официально террористической организацией не объявлена.
Тем не менее, согласно ряду источников, до начала Второй Интифады и в её ходе, на территории Палестинской автономии (ПНА) под крылом ООП действовали террористические структуры («ХАМАС», «Исламский джихад» и другие). И, несмотря на то, что отдельных боевиков сажают иногда в палестинские тюрьмы, тактика ООП и террористов эффективно координируется. Специалист по международному терроризму Александр Брасс утверждает, что формально покинув списки террористических организаций, ООП на самом деле не отказалась от терроризма и по-прежнему является «самой известной террористической макроорганизацией». Это мнение подтверждается также материалами судебного процесса «Соколов против Организации освобождения Палестины» в США, в котором рассматривались 5 терактов ООП в Иерусалиме в период между январём 2001 года и февралём 2004 года.
После соглашений Осло лидер ООП Арафат, в том числе и под давлением других стран осуждал теракты против граждан Израиля. Однако, согласно данным, представленным МИД Израиля, на деле — поощрял их:
«В ходе военной операции „Защитная стена“ получены явные доказательства того, что Палестинская автономия во главе с Арафатом обеспечивала поддержку и была активным участником террора. Арафат и его близкое окружение прямо отвечают за хладнокровное убийство мирных жителей Израиля».
В декабре 2001 года Правительство Израиля объявило администрацию ПНА, возглавляемую Ясиром Арафатом, «организацией, поддерживающей терроризм». Военные подразделения при возглавляемом Арафатом движении ФАТХ, включая «Подразделение 17» и «Танзим» были объявлены «террористическими организациями» и целями для военных акций.
ООП и исламистские террористические группировки — ХАМАС и Исламский Джихад всегда находились во враждебных отношениях, а по некоторым источникам, во время создания ХАМАСа Израиль предпочитал его ООП. Несмотря на это, в своих речах Арафат называл погибших террористов шахидами (мучениками) (см. раздел «ООП и террор после соглашений Осло»). Террориста ХАМАСа Ехию Айяша Арафат назвал на его похоронах «мучеником», а лидера ХАМАСа шейха Ясина в поминальной молитве после его гибели — «святым, который встретит в раю праведников и пророков». В тот же день он заявил, что «палестинский народ не откажется от идей Ясина, не отвернётся от его целей…»
С июня 2007 года, после захвата ХАМАСом сектора Газа, ООП и ХАМАС находятся в состоянии, близком к гражданской войне.

## Идеология и цели
Организация освобождения Палестины была основана в 1964 году, то есть в то время, когда значительная часть[сколько?] территории, предназначенной для создания арабского государства — Восточный Иерусалим, Иудея и Самария ещё находились под контролем Иордании, а сектор Газа под контролем Египта.
На протяжении многих лет идеологической платформой ООП являлась Палестинская хартия, гласившая:
- «Освобождение Палестины является, с арабской точки зрения, национальным долгом — отразить сионистскую империалистическую агрессию против великой арабской нации и ликвидировать сионистское присутствие в Палестине» (статья 15);
- «Раздел Палестины в 1947 г. и создание Израиля не признаны и никогда не будут признаны, потому что это противоречило воле народа Палестины и его естественному праву на отечество…» (статья 19);
- «Палестинский арабский народ, самовыражением которого является вооружённая палестинская революция, отвергает всякое решение, кроме полного освобождения Палестины, и всякий план, направленный на урегулирование палестинской проблемы или её международное решение» (статья 21);
- «Вооружённая борьба — единственный путь к освобождению Палестины…» (статья 9)[27].

Тем не менее, идеология фракций ООП не была однородной. В то время, как «умеренные фракции высказывались за переговоры с еврейскими поселенцами и включение их поселений в состав Палестинского государства; радикалы высказывались за насильственное уничтожение Израиля и создание светского государства с равными правами для всех верующих».
Сам Ясир Арафат был подчёркнуто не религиозен, всегда носил полувоенную форму и куфию. Лидера ООП как желанного гостя принимали и арабские монархи, и кремлёвское руководство, и китайские коммунисты, и левые западные интеллектуалы.
Во времена холодной войны ООП придерживалась просоветской ориентации. Право Израиля на существование полностью отвергалось, официальные связи с США не поддерживались. Израиль и США рассматривали ООП как террористическую организацию. В июне 1974 года ООП принял решение об отказе от исключительно террористических методов борьбы.
В 1988 году Арафат объявил о признании права Израиля на существование и отказался от ведения террористической деятельности, что позволило начать мирный процесс.
После заключения палестино-израильских соглашений в Осло в 1993 году на апрельской сессии Палестинского национального совета в Газе было принято решение (504 голоса против 54) изъять из Палестинской хартии положения, отказывающие Израилю в праве на существование, однако формально в текст хартии изменений внесено не было. Эдвард Вади Саид — один из самых известных членов ПНС — вышел из этой организации из-за убеждения, что подписание соглашения в Осло делает невозможным возвращение палестинских беженцев на территории, захваченные Израилем в 1967 году.
4 декабря 1998 на сессии Палестинского национального совета в Газе было подтверждено аннулирование положений Палестинской хартии, отрицающих право Израиля на существование. Решение было принято в присутствии президента США Билла Клинтона. Статьи 6-10, 15, 19-23 и 30 были объявлены недействительными, но не были исключены из официального текста хартии.
Мнения
По мнению Биньямина Нетаньяху, президент Египта Гамаль Абдель Насер, по инициативе которого и была создана ООП, преследовал двойную цель: использовать ООП в борьбе против Израиля и в качестве инструмента по дестабилизации политического строя в Иордании, которая в одностороннем порядке аннексировала Западный берег реки Иордан, хотя первый съезд ООП произошёл в Восточном Иерусалиме, находящемся под юрисдикцией Иордании. Само название Организации освобождения Палестины отражает её стремление действовать как против Израиля, так и против Иордании, поскольку те контролировали почти всю территорию подмандатной Палестины (за исключением оккупированного Египтом сектора Газа).

## История
Организация освобождения Палестины была основана в 1964 году. Поражение арабских стран в Шестидневной войне побудило ООП активизировать террористическую деятельность внутри Израиля, на Западном берегу реки Иордан и в других странах. В 1968 году ФАТХ вошёл в состав ООП, заняв в ней центральное место, а его лидер Ясир Арафат стал лидером ООП и 3 февраля 1969 года был избран председателем её исполнительного комитета. Двумя годами позже Арафат стал главнокомандующим силами Палестинской революции, а в 1973 возглавил политический комитет ООП.
Кроме ФАТХа, важную роль в ООП играли
- Народный фронт освобождения Палестины (НФОП), основанный в 1967 году — марксистско-ленинская группировка во главе с Жоржем Хабашем и со штаб-квартирой в Дамаске;
- Демократический фронт освобождения Палестины (ДФОП), основанный в 1969 году Наифом Хаватме, со штаб-квартирой в Дамаске;
- Движение национального освобождения Палестины;
- аль-Сайка (Авангард народно-освободительной войны);
- Фронт народной борьбы

Под руководством ООП также действовали террористические группы «Чёрный сентябрь» и Народный фронт освобождения Палестины — Главное командование (НФОП-ГК), основанный в 1968 году Ахмадом Джибрилем, со штаб-квартирой в Рехане близ Дамаска.

### В Иордании

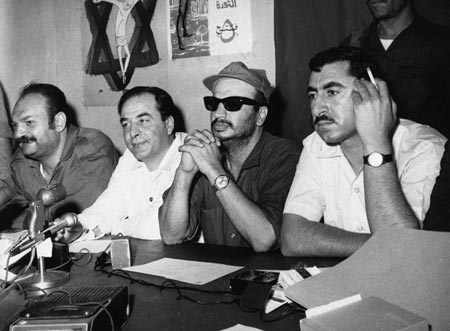
Ясир Арафат с лидером ДФОП Наифом Хаватме и палестинским писателем Камалем Насером на пресс-конференции в Аммане, июнь 1970

В конце 1960-х — первой половине 1970-х большинство террористических группировок палестинских арабов сосредоточилось на территории Иордании. За короткое время палестинцы превратили королевство в свой главный плацдарм, откуда регулярно наносили удары по Израилю. Аэропорт Аммана регулярно принимал авиалайнеры, которые палестинцы угоняли с международных авиалиний, что формировало образ Иордании как рассадника терроризма.
Попытки короля Хусейна усмирить палестинцев успеха не имели. Главным козырем ООП были несколько миллионов беженцев, нашедших приют в Иордании, которых Арафат в случае чего грозил вооружить и бросить против королевской армии. Лагеря беженцев, контролируемые вооружёнными палестинскими отрядами, превратились в своего рода государство внутри государства. Палестинцы захватили несколько стратегических пунктов, включая НПЗ в районе Аз-Зарк.
В 1968 году ООП вступила в открытый союз с тремя группировками, находившимися в Иордании вне закона, — «Арабским национальным движением», баасистами и коммунистами. Целью этого альянса было свержение короля Хусейна и установление нового политического режима на «Восточном берегу р. Иордан».
В июне 1970 года противостояние иорданских властей с палестинцами и попытки разоружить палестинскую милицию переросли в вооружённый конфликт. Правительства других арабских стран пытались найти мирное решение конфликта, но непрекращающиеся действия палестинских боевиков на иорданской территории (такие, как уничтожение трёх авиалайнеров, угнанных с международных авиалиний и содержавшихся в пустыне к югу от Аммана) заставили иорданские власти пойти на крайние репрессивные меры.
16 сентября король Хусейн объявил в стране военное положение. В тот же день Арафат стал главнокомандующим «Армией освобождения Палестины», военного крыла ООП. Началась гражданская война, в ходе которой ООП активно поддержала Сирия, которая направила в Иорданию 200 танков. США и Израиль также были готовы ввязаться в конфликт между иорданской армией и палестинцами: США направили в Восточное Средиземноморье свой Шестой флот, а Израиль был готов оказать военную помощь Иордании. К 24 сентября регулярная армия Иордании взяла верх над ООП. Боевики ООП во главе с Ясиром Арафатом были вынуждены бежать в Ливан. В результате «событий Чёрного сентября», погибли от 3 до 10 тысяч боевиков и гражданских палестинцев, и около 150 тысяч — были изгнаны из Иордании.

### В Ливане

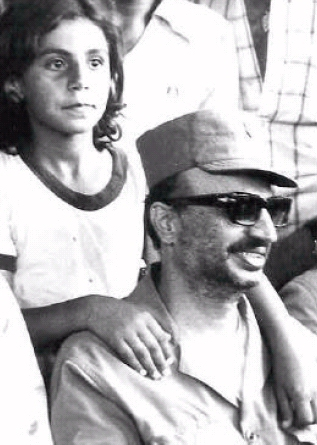
Ясир Арафат в Южном Ливане, 1978 год

К 1971 году Южный Ливан практически полностью оказался под контролем боевиков ООП, а к 1975 году ООП фактически создала в Ливане собственное государство («ФАТХ-лэнд»), территория которого простиралась от Западного Бейрута до израильской границы. Проживавшие на Юге Ливана христиане и мусульмане (в основном, шииты) часто становились жертвами произвола палестинских боевиков. Террористические группы ООП совершали нападения на различные израильские объекты. В 1974 году палестинские боевики убили 18 жителей израильского города Кирьят-Шмона (атаку совершили боевики НФОП-ГК, группировка в этом же 1974 году откололась от ООП). В том же году прибывшие из Ливана террористы ООП захватили школу в городке Маалот и потребовали освободить палестинских боевиков из тюрем в обмен на заложников; в результате этого теракта в ходе штурма школы израильскими силами безопасности, погибло 26 израильтян, большинство из которых — школьники (атаку совершили боевики ДФОП). В 1974 и 1979 годах жертвами терактов стали жители Нагарии. Теракт на Приморском шоссе был осуществлён палестинскими боевиками (ФАТХ), прибывшими морем из Ливана — все 35 заложников были убиты в ходе перестрелки боевиков с израильскими силами безопасности.
В 1975 году в Ливане вновь вспыхнула гражданская война между проправительственными (в основном, христианскими) милициями и палестинскими (в том числе, ООП) боевиками, поддержанными антиправительственными (в основном, мусульманскими и левыми) партиями и организациями, вину за которую ряд исследователей возлагает на палестинские военизированные формирования.
Покушение палестинцев на жизнь маронитского лидера Пьера Жмайеля в христианском районе Бейрута 13 апреля 1975 года, в ходе которого погибли четверо его приближённых, спровоцировало Автобусную резню — операцию возмездия со стороны правохристианских боевиков-фалангистов и привело к широкомасштабному конфликту.
Согласно ливанским христианам, от рук палестинцев погибли десятки тысяч ливанских граждан. По данным, приведённым в книге «ООП в Ливане» израильского историка Рафаэля Исраэли, в результате гражданской войны в Ливане погибло свыше 100 000 человек. Газета «Los Angeles Times», ссылаясь на официальную ливанскую полицейскую статистику, уже в 1992 году оценивала число погибших в гражданской войне в 144 тысячи человек при более чем двухстах тысячах раненых.
В качестве своих союзников в гражданской войне ООП сотрудничала с мусульманскими вооружёнными отрядами, состоявшие из боевиков различных исламистских и левых партий и группировок под руководством известного ливанского политика левой ориентации Камаля Джумблата — политического главы общины друзов. Во время гражданской войны палестинские отряды отличались особенной жестокостью в отношении коренного христианского населения.

Действия Арафата в Ливане нельзя назвать иначе как варварством. Христианам отрубали головы, юных девушек насиловали, детей и их родителей убивали прямо на улицах. Палестинцы нападали на христиан, не делая различий между мужчинами и женщинами, взрослыми и детьми. Они считали своими врагами всех христиан и убивали их, невзирая на возраст и пол.
— Директор ливанского Фонда в защиту мира Наги Найджар
В январе 1976 года отряды ООП, в ответ на штурм 18 января 1976 года христианскими милициями бейрутского района Карантина, в результате которой погибло более 1000 палестинцев, включая мирных жителей, захватили христианский город Дамур и вырезали более 500 безоружных христиан, а в июле того же года устроили резню христиан во временно захваченном отрядами ООП и ливанских мусульман христианском городе Чекка на севере страны. В то же время от рук христианских боевиков-фалангистов гибли тысячи палестинцев в лагерях беженцев, превращённых ООП в мощные военные базы.
Сирийский президент Асад, который первоначально поддерживал ООП, впоследствии, опасаясь установления палестинского господства в Ливане, перешёл на сторону проправительственных сил и направил в Ливан свои войска. Первый этап гражданской войны закончился для Арафата осадой и падением самого крупного и важнейшего в военном отношении лагеря палестинских беженцев Тель-Заатар, находившегося на территории восточной — христианской — части Бейрута и фактически являвшегося палестинской военной базой, из которой боевики ООП обстреливали жилые кварталы христианских районов города и восточных предместий. На многократные предложения христиан-фалангистов эвакуировать гражданское население лагеря Арафат ответил отказом. Сам Арафат не принимал участия в боевых действиях, находясь в безопасности на укреплённом командном пункте ООП в Западном Бейруте. После падения Тель-Заатара многие из его жителей были вырезаны фалангистами, по вине Арафата использовавшего провокации против правохристианских милиций с целью вызвать жертвы среди гражданских лиц лагеря. О подобных провокациях упоминает Роберт Фиск в интервью «L.A. Weekly» от 30 мая 2002 года, называя Арафата очень циничным человеком.
Израиль, взаимодействуя с ливанскими христианами, провёл две военных операции на территории Ливана против палестинцев. В ходе первой, операции «Литани» в 1978 году, израильская армия и ливанская милиция «Армия южного Ливана» оккупировали узкую полосу территории — так называемую «Зону безопасности» на границе между Израилем и Ливаном. В ходе второй операции («Мир для Галилеи» в 1982) Израиль расширил зону оккупации на большую часть Южного Ливана, но позже, в 1985, вернул войска в «Зону безопасности». В ходе вторжения Израиля в Ливан погибло по меньшей мере 19 000 ливанцев и палестинских беженцев.
Арафат подвергался нападениям со всех сторон. Западный Бейрут, где были сосредоточены силы ООП, подвергался атакам Израиля, союзниками которого были ливанские христиане-марониты, их вооружённые отряды фалангистов. При европейском и американском посредничестве, Арафат с основной частью своих сил был вынужден покинуть Ливан и обосноваться в Тунисе. Перед эвакуацией, Арафат поручил Мугние, тогда сотруднику его «Подразделения 17» (позже — начальнику спецслужб «Хезболлы») передать часть её оружия родственным ООП ливанским милициям.
Израиль обязался в ответ не захватывать Западный Бейрут. Однако вскоре после эвакуации основных сил ООП было совершено убийство только что избранного президента Ливана Башира Жмайеля, после чего Израиль ввёл войска в Западный Бейрут, заявив, что ООП не выполнила договор до конца, а фалангисты, в ответ на убийство Б. Жмайеля, устроили резню в Сабре и Шатиле.
ООП враждовала не только с христианским лагерем, но и с мусульманами-шиитами. С 1985 по 1988 год велись боевые действия между палестинскими организациями и шиитским движением «Амаль», которое пользовалось поддержкой ливанской и сирийской армий. Эти боевые действия получили название «Война в лагерях», так как основной ареной столкновений являлись палестинские лагеря Сабра, Шатила, Рашидия, Бурж-Баражне в Западном Бейруте и Южном Ливане. В «Войне лагерей» палестинцы понесли большие потери от шиитской милиции, которую поддерживали части сирийской и ливанской армий.

### В Тунисе
С сентября 1982 года до 1993 года штаб-квартира ООП была размещена в Тунисе.
1 октября 1985 года штаб-квартира ООП в Тунисе была атакована израильскими бомбардировщиками и разрушена, но Арафат избежал гибели.
В 1980-е годы с помощью арабских государств (Ирака и Саудовской Аравии) Арафату удалось воссоздать движение палестинского сопротивления в изгнании. Годы пребывания в Тунисе прошли под знаком борьбы за власть в руководстве ООП. Верх в этой борьбе взял Арафат, поддержанный всеми арабскими странами.

## Террористическая деятельность

### Международный терроризм
Кампания палестинского террора в воздухе началась в 1968 году, когда самолёт израильской авиакомпании «Эль-Аль» был угнан в Алжир. Эта акция была совершена НФОП. В ходе неё человеческих жертв не было, так как большая часть пассажиров была выпущена сразу же, а семь оставшихся Израиль в итоге обменял на находящихся в тюрьмах палестинцев.
Вскоре после этого был захвачен самолёт «Эль-Аль», следовавший рейсом из Лондона, а в 1969 года ещё один подвергся нападению на аэродроме в Цюрихе.
8 мая 1972 года палестинские террористы захватили авиалайнер бельгийской компании «Сабена», следовавший рейсом в Израиль. Боевики требовали обмена пассажиров на палестинских заключённых, но израильскому спецназу удалось захватить самолёт, после того как он приземлился в Лоде, при этом двое боевиков было убито, а одна пассажирка смертельно ранена.
30 мая 1972 года японские террористы, действовавшие по поручению НФОП-ГК, совершили нападение в аэропорту Лод, убив 26 человек, в том числе более десяти паломников из Пуэрто-Рико, прибывших на Святую землю.
В Иордании были взорваны американские самолёты. Массовые угоны самолётов арабскими террористами привели к мерам предосторожности, соблюдаемым сегодня во всех аэропортах мира.
Наиболее известным террористическим актом, совершённым палестинцами, стал захват одиннадцати израильских спортсменов во время Мюнхенской олимпиады в 1972 году боевиками из группы «Чёрный сентябрь», филиала ФАТХ. Боевики требовали от Израиля отпустить палестинских заключённых, но этого сделано не было. Во время неудачной попытки освободить заложников немецким спецназом, все заложники были убиты.
В 1973 году боевики «Чёрного сентября» атаковали пассажиров израильского рейса в аэропорту Афин, убив троих из них.
26 июня 1976 года палестинские боевики из организаций НФОП и Революционные ячейки захватили над Европой самолёт французской авиакомпании «Эр Франс», следовавший рейсом в Израиль. Самолёт был угнан в Уганду, на аэродром «Энтеббе», близ столицы Уганды Кампалы. Террористы выпустили на свободу пассажиров-неевреев, а 106 еврейских заложников были сосредоточены в старом здании аэропорта. Израиль оказался перед лицом ультиматума: если боевики, находящиеся в израильских тюрьмах, не будут выпущены на свободу, заложников расстреляют. В ходе беспрецедентной военной операции Армия обороны Израиля перебросила по воздуху в Уганду, находящуюся на расстоянии более 3000 км от Израиля, спецподразделение, уничтожившее террористов и помогавших им угандийских солдат. Заложники были освобождены. В ходе этой операции погиб Йонатан Нетаньяху, командовавший штурмовым отрядом.
С самого начала своей деятельности ООП активно сотрудничала с другими террористическими группировками и организациями. НФОП и другие группировки сотрудничали с европейскими ультралевыми и ультраправыми террористическими группировками Италии, Австрии, Германии, стремясь создать террористическую сеть, охватывающую Европу и Средиземноморье.
Мнения
По мнению Беньямина Нетаньяху:

ООП вовсе не являлась «одной из» террористических организаций — она была средоточием и воплощением международного террора новейшего времени. ООП довела до совершенства искусство шантажа и запугивания; она установила прецедентные модели таких терактов, как захват самолётов с заложниками, взрыв пассажирских авиалайнеров в воздухе, убийство дипломатов, школьников, спортсменов и туристов. Другие террористические организации охотно заимствовали опыт ООП и подражали методам палестинских террористов.

Однако связи ООП с неарабскими террористическими организациями вовсе не ограничивались тем, что ООП служила им моделью для подражания. С начала 70-х годов и вплоть до 1982 года, когда ЦАХАЛ вышвырнул палестинских террористов из Бейрута, «государство ООП» в Ливане служило убежищем и базой подготовки для террористов всего мира. Самые разнообразные экстремистские группировки действовали из Ливана; через тренировочные лагеря ООП в районе Тира и Сидона прошли террористы итальянских «Красных бригад», немецкой группы «Баадер-Майнхофф», «Ирландской республиканской армии», японской «Красной армии», французского «Прямого действия», турецкой «Освободительной армии», армянской группы «Асала», иранской «Революционной гвардии», экстремисты со всей Латинской Америки и германские неонацисты.

## Политическая деятельность
В июне 1974 года Арафат убедил ООП принять план «поэтапного освобождения Палестины», предполагавший временный отказ от исключительно террористических методов борьбы. Это решение стало причиной раскола в рядах «Палестинского Движения сопротивления» и образования «Фронта Отказа» (Rejectionist Front).
В том же году на сессии Совета Лиги арабских государств (ЛАГ) в Рабате ООП была признана арабскими странами в качестве единственного законного представителя палестинского народа, Арафат выступил на Генеральной Ассамблее ООН, а «в ноябре 1975 года, в результате усилий стран Советского блока и развивающихся стран Генеральная Ассамблея ООН признала за палестинским народом „право на самоопределение и национальную независимость“».
В 1975 году государственный секретарь США Генри Киссинджер заявил, что Америка вступит в переговоры с ООП, если та выполнит следующие условия: признаёт право Израиля на существование и одобрит резолюции ООН № 242 и № 338. Позже Конгресс США поставил условием также и прекращение террористической деятельности.
В подписанном 26 марта 1979 года мирном договоре между Израилем и Египтом Израиль признал «законные права палестинского народа». Обе стороны согласились с тем, что арабскому населению Иудеи, Самарии и сектора Газа будет предоставлена автономия сроком на пять лет, до окончательного определения их политического статуса, но ООП отвергла этот план.
С середины 1970-х гг. ООП получила доступ к значительным финансовым средствам, благодаря финансовой поддержке арабских стран, стран ЕС и ООН. Таким образом, с учётом налога, взимавшегося ООП со всей палестинской диаспоры в мире и её собственной предпринимательской деятельности, руководств ООП могло контролировать до 1,5—2 млрд долларов в год. Наличие таких средств позволило ООП создать на Западном берегу реки Иордан и в секторе Газа «развернутую подпольную инфраструктуру», и частично их контролировать как легальными средствами на муниципальном уровне, так и с «помощью индивидуального террора против „предателей“». Израильские попытки принять репрессивные меры против этого подполья натолкнулись на обвинения в нарушении прав человека.
Таким образом, Арафату удалось если не инициировать начавшуюся в декабре 1987 года Первую интифаду, то возглавить её уже через несколько недель после её начала. Акции «гражданского неповиновения» смогли продолжаться во многом лишь благодаря поддержке ООП.
15 ноября 1988 года, воспользовавшись отказом короля Иордании Хусейна от суверенитета над Западным берегом р. Иордан, Национальный совет ООП на Чрезвычайной сессии Национального совета ООП в Алжире заявил о создании независимого Государства Палестина в изгнании. Были пересмотрены положения Палестинской Хартии, отказывающие Израилю в праве на существование. Одновременно от Израиля потребовали освобождение всех территорий, захваченных после 1967 года, включая восточную часть Иерусалима и ликвидацию израильских поселений на этих территориях. Территории, включённые в состав Израиля после войны 1948—1949 гг., не упоминались. 13 декабря 1988 года Арафат заявил о признании Резолюции № 242 Совета Безопасности ООН, пообещал в будущем признать Израиль и осудил «терроризм во всех его формах, включая государственный терроризм». На таком заявлении настаивала американская администрация, которая считала признание Израиля необходимой отправной точкой для начала Кэмп-Дэвидского мирного процесса. Заявление Арафата свидетельствовало о начале отхода ООП от одной из своих основных целей — «освобождения Палестины» — в сторону признания возможности параллельного существования двух отдельных государственных образований — израильского государства в границах, соответствующих линии прекращения огня 1949 года, и палестинского государства на территории Западного берега Иордана и сектора Газа.
2 апреля 1989 года Центральный комитет Палестинского национального совета (руководящего органа ООП) избрал Арафата президентом Государства Палестина.

## Участие в мирном процессе
В начале 1990-х начались первые секретные контакты между палестинским и израильским руководством. Дело шло к мирной конференции, но в августе 1990 года Ясир Арафат, публично поддержал иракское вторжение в Кувейт. Это на долгие годы лишило ООП финансовой поддержки арабских монархий Персидского залива.
В 1991 году состоялась Мадридская конференция, в которой приняли участие США, СССР, делегации палестинцев и Израиля. На этой конференции был утверждён принцип «земля в обмен на мир». СССР и США стали «конспонсорами» мирного процесса.

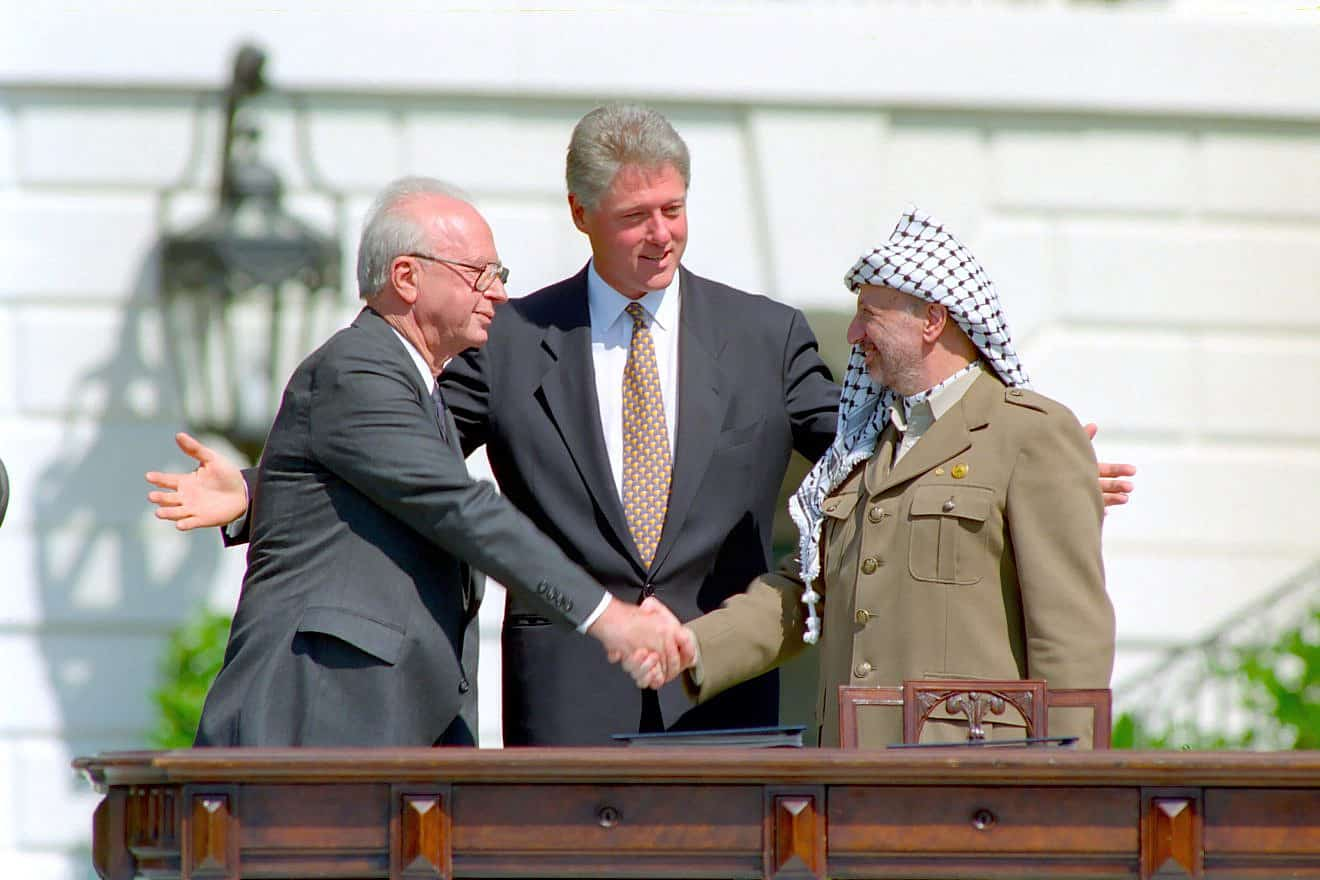
Ицхак Рабин, Билл Клинтон и Ясир Арафат, 13 сентября 1993 года

В начале 1993 года министр иностранных дел Израиля Шимон Перес (без ведома главы правительства Ицхака Рабина) начал секретные переговоры с ООП при посредничестве правительства Норвегии.
В конечном счёте, 13 сентября 1993 года Рабином и Арафатом после длительных, изнурительных переговоров была подписана Декларация о принципах (так называемое «соглашение Осло»), которым предусматривалось, что «палестинское самоуправление устанавливается на пятилетний срок, а через три года стороны начнут переговоры об окончательном урегулировании. […] ООП обязалась аннулировать параграф Палестинской национальной хартии (своего программного документа), требующий уничтожения Израиля, а Израиль признал ООП в качестве „представителя палестинского народа“. […] Израильское руководство полагало, что это соглашение открыло путь к миру, к развитию арабо-израильского сотрудничества, а ООП рассматривала его как первый шаг к созданию палестинского государства со столицей в Восточном Иерусалиме, ликвидации израильских поселений и предоставлению всем палестинским беженцам и их потомкам права на возвращение».
Стороны согласились прекратить враждебные действия, Арафат обещал официально осудить террор, а Израиль — освободить палестинцев, осуждённых за враждебную деятельность.
Эти соглашения позволили в 1996—1997 гг. осуществить реальные действия по созданию Палестинской национальной администрации (ПНА), которую возглавил Арафат после переезда из Туниса в 1993 году.
4 ноября 1995 года ультраправый террорист Игаль Амир застрелил премьер-министра Рабина.
20 января 1996 года Арафат подавляющим большинством голосов (87 %) был избран президентом Палестинской национальной администрации (ПНА).

## ООП и террор после соглашений Осло
Несмотря на достигнутые соглашения с ООП, палестинские организации, не входящие в ООП и выступающие против соглашения с Израилем: «ХАМАС», «Исламский джихад», «НФОП» и члены «ФАТХ» в составе других террористических организаций (см.ниже), ужесточили террористическую деятельность.
По данным МИД Израиля, за семь лет с момента подписания Соглашений Осло и до начала Второй интифады в результате террористических атак погибло 269 мирных граждан и солдат Израиля.
При этом, руководство ООП, несмотря на принятые ею обязательства, не принимало серьёзных мер по борьбе с террором. Более того, часть сотрудников силовых ведомств ПНА, созданной в результате Соглашений, были членами таких террористических организаций, как ХАМАС и «Исламский джихад», планируя, обеспечивая и совершая теракты против граждан Израиля.
За четыре года начавшейся в 2000 году Интифады Аль-Акса, согласно данным «Шабака», погибли 1017 израильтян (включая солдат), и 5598 были ранены. За это время было совершено 138 терактов с участием смертников, выпущено 480 ракет «Касам» и 313 других ракет и снарядов. Количество обстрелов достигло 13 730.
После начала второй интифады также проводили террористическую деятельность такие дочерние организации «ФАТХ» как:
- «Бригады мучеников Аль-Аксы», позиционирующая себя как военное крыло «ФАТХ», чью принадлежность к своей организации ООП не признавала, но в июне 2004 года, премьер-министр ПНА Ахмед Куреи открыто подтвердил это (см. ниже)
- «Танзим», созданная в 1995 году[64], проводящая теракты до сих пор[65], и чей лидер Баргути — генсек ФАТХ с 1994 года[66], приговорён израильским судом к пяти пожизненным заключениям за совершённые убийства, и к 40 годам за попытку убийства.
- созданная в 1970-х «президентская» гвардия Подразделение 17, участвовавшая в терроре против Израиля, как минимум с 1985 года[67][68][69][70][71].

Некоторые убийцы состояли одновременно и на службе в полиции, и в террористической организации
.
Начиная с 2001 года террористические организации стали интенсивно сотрудничать между собой. По данным «ШАБАКа» на октябрь 2004 года, «на протяжении интифады, наибольшую активность в этой совместной деятельности проявлял „Танзим“ (объединение советов народного сопротивления в Газе). На июнь 2004 года 92 % совместных терактов были осуществлены именно при участии „Танзима“».
В течение второй интифады ООП официально не брала на себя ответственности за теракты, и они осуждались главой ООП Арафатом, в том числе и под давлением других стран.
При этом, в своих речах Арафат называл погибших террористов шахидами (то есть святыми мучениками, которые отдали жизнь во славу Аллаха)
. В январе 2004 г., через два дня после кровавого теракта-самоубийства в Иерусалиме, в результате которого погибло 11 израильтян и 42 было ранено, Арафат, в выступлении перед детьми и подростками в Рамалле, транслировавшимся по ТВ ПА, в очередной раз призвал «освободить» Иерусалим и Палестину с помощью «миллионов мучеников»
.

### Обвинения властей ПА в политике «вращающихся дверей»
Власти ПА арестовывали и заключали в тюрьму часть террористов, совершавших теракты против Израиля, но потом зачастую освобождали их. Подобная практика получила название «политики вращающихся дверей». В результате, многие преступники продолжили свою террористическую деятельность. Согласно информационному порталу MIGnews:
«… примером использования политики „вращающихся дверей“ является содержание трофейного документа, захваченного солдатами Армии обороны Израиля в ходе операции „Защитная стена“ в 2002 году. Документ касается освобождения 27 оперативников ХАМАСа и „Исламского джихада“, в том числе и тех, кто были непосредственно замешаны в подготовке и совершении терактов шахиджами-смертниками, в кустарном производстве взрывных устройств и ракетных снарядов, а также в проведении диверсионной работы.»
Ряд источников свидетельствует о том, что после смерти Арафата эта политика мало изменилась. Американский историк Даниэль Пайпс высказал по этому поводу следующее мнение :
« Притворные аресты террористов: Как и в дни правления Арафата, ПА под звуки фанфар ставит спектакли об аресте террористов, а затем разрешает им без шума совершать „побеги“ из тюрьмы. Вот два примера таких арестов, которые получили название „аресты с вращающимися дверями“: два преступника, помогавших совершить теракт самоубийства в Тель-Авиве в феврале 2005 г. (в ночном клубе „Stage“), „убежали“ из тюрьмы в апреле того же года; палестинская полиция 2 мая 2005 г. впервые арестовала хамасовского террориста, но на следующий день без проволочек освободила его.»
Арлена Кушнер из Иерусалимского центра Исследования ближневосточной политики писал:
«Это просто шоу: делается какой-то минимум, чтобы создать видимость того, что правовые органы действуют в соответствии с законом, но нет никакого (даже намерения) исполнить его.»
В сентябре 2007 года трое террористов, арестованные в результате неудавшегося покушения на ПМ Израиля Ольмерта в ходе его визита в Иерихон в августе 2007 года, были отпущены под предлогом недостатка улик. Перед этим они успели сознаться в планировании теракта. Министр внутренней безопасности А.Дихтер заявил по этому поводу:
 «Покушение на главу правительства — классический образец палестинской политики. Они якобы борются с террором. Члены ФАТХ арестованы, сознались в планировании убийства главы правительства Израиля, но, несмотря на это, отпущены на свободу».

Дихтер иронично отмечает, что такое поведение нельзя назвать «политикой вращающихся дверей». «Чтобы была дверь, нужно построить здание — а у палестинцев этого нет и в помине. Им потребуется долгий период времени для создания правоохранительной и судебной систем, судов и тюрем. До того, как это произойдёт, никакой мирный процесс невозможен».
В октябре 2007 г. из тюрем ПА были освобождены несколько десятков активистов «ХАМАСа», в их числе и те, кто планировали теракты против израильтян.
В качестве другого примера «политики вращающихся дверей» приводится теракт, в котором в декабре 2007 года, террористы из «Бригад Мучеников Аль-Аксы» и Исламского Джихада (также заявившего об ответственности за теракт) атаковали группу из трёх израильтян, путешествовавшую в окрестностях Хеврона. Двое из них были находившиеся в отпуске солдаты элитной части ЦАХАЛя, в данном случае — жители поселения Кирьят-Арба близ Хеврона, имевшие при себе автоматы. Оба солдата были убиты в результате перестрелки с террористами, успев уничтожить одного террориста и тяжело ранить другого. Третий член группы — безоружная Наама Охайон сумела убежать и спрятаться за камнями. Она вызвала помощь, сообщив о происшедшем в армейский штаб в Кирьят-Арбе по мобильному телефону. Оставшиеся в живых террористы сдались властям ПА, которые сообщили об этом израильским службам безопасности только после прямого к ним обращения. В январе два террориста были приговорены судом ПА к 15 годам заключения. Вскоре оба были освобождены из заключения из-за опасений, что силы безопасности Израиля похитят их из тюрьмы. По требованию Израиля они были возвращены в тюрьму.
После этого теракта министр внутренних дел ПА объявил о расформировании «Бригад Мучеников Аль-Аксы».
В статье израильского новостного портала Ynet об этом событии в частности сказано:
«В разговоре с корреспондентами Ynet, представитель организации Бригады мучеников аль-Аксы, военного крыла ФАТХа, подтвердил, что все три террориста состоят в ней [параллельно со службой в службах безопасности ПА]»…
«По данным израильских служб безопасности, заявления палестинцев, что атака была криминальной противоречат фактам, собранным ШАБАКом и показаниям, данными самими террористами службам безопасности ПА в процессе расследования.»
«По словам представителя израильских служб безопасности, эти заявления являются явной попыткой ПА уклониться от ответственности в свете того факта, что теракт был проведён членами ФАТХа и служб безопасности ПА».
15 сентября 2009 года ЦАХАЛ арестовал в деревне Цуриф севернее Хеврона командира «Бригад Аз ад-Дин аль-Касем» (боевого крыла ХАМАСа) в Туль-Кареме. С 2004 года Харвиш числился в списке особо опасных террористов, которых разыскивали силовые структуры Израиля.
По данным «ШАБАКа» (Службы общей безопасности), Харвиш имел непосредственное отношение к подготовке множества терактов против солдат ЦАХАЛа и израильских граждан. В целом же ячейки боевого крыла «ХАМАСа» в Туль-Кареме участвовали в организации крупнейшего теракта в отеле «Парк» в Нетании в пасхальный вечер в апреле 2002 года. Известно, что спецслужбы ПА по меньшей мере один раз в прошлом арестовали Харвиша, но тут же освободили его. В последнее время, после того, как другие высокопоставленные деятели «ХАМАСа» в Самарии были арестованы Израилем, Харвиш превратился, по существу, в главную фигуру террористического подполья в регионе.
Вместе с Харвишем утром 15-го арестован его ближайший помощник. Его тоже недавно освободили из палестинской тюрьмы

### Отношения властей ПА и террористической группы Бригады Мучеников Аль-Аксы
Арафат также публично осуждал теракты организации Бригады Мучеников Аль-Аксы, позиционирующей себя как боевой крыло партии ФАТХ. Руководство партии ФАТХ (главой которой был Арафат) заявляло, что никогда не принимало решение о создании этой группировки и не признаёт её своим боевым крылом. Однако в ноябре 2003 г. журналисты ББС обнародовали факт платежей на сумму в $50,000 в месяц, выплачиваемых ФАТХом «Мученикам». Министр спорта и молодежи ПНА заявил, что деньги выплачиваются боевикам, отобранным для службы в органах безопасности администрации в качестве зарплаты. Он заявил, что деньги выплачиваются им «с тем, что бы они не попали под стороннее влияние и не совершали дополнительные теракты-самоубийства».
После этого, в июне 2004 года, премьер-министр ПНА Ахмед Куреи открыто признал полную ответственность ФАТХ за эту террористической организацию:
«Мы открыто заявляем, что Бригады мучеников Аль-Аксы являются частью ФАТХа. Они находятся под нашим руководством, и ФАТХ принимает на себя полную ответственность за группу. („Fatah bears full responsibility for the group“.)„
В июле 2004 года он также заявил: : “Бригады мучеников Аль-Аксы, военное крыло ФАТХа, не будет распущено…».
Преемник Арафата — Абу Мазен в январе 2005 года объявил о включении «Бригад мучеников аль-Аксы» в состав палестинских сил безопасности В то же время практически в тот же день он потребовал «прекратить все боевые действия, которые вредят национальным интересам и дают повод Израилю подорвать стабильность палестинского общества».
Тем не менее, «Бригады мучеников аль-Аксы» продолжили террор против Израиля, а Абу Мазен продолжил их осуждать. 

Имели место и столкновения между Бригадами Аль Акса и палестинской полицией.
В декабре 2007 года, после убийства членами Бригад Мучеников Аль-Акса двух израильтян близ Хеврона, министр внутренних дел ПА Яхиа заявил, что принято решение о расформировании Бригад. «Бригады Мучеников Аль-Аксы больше не существуют»,— заявил он. В ответ на это подразделение «Бригад Мучеников Аль-Аксы» в Газе выпустило заявление, в котором назвало Яхиа «коллаборационистом», который следует за «американскими и сионистскими хозяевами». Члены подразделения заявили, что будут «придерживаться джихада и сопротивления до тех пор, пока не освободят Палестину от сионистов». В конце декабря 2007 года в ответ на решение ФАТХа о расформировании «Бригад Мучеников Аль-Акса» эта группировка выпустила листовку, в которой называла премьер-министра ПА «коллаборационистом» и грозила ему убийством.

## Структура и руководство

### Структура
В состав ООП входят ведущие светские политические организации палестинских арабов: ФАТХ, «Народный фронт освобождения Палестины», «Демократический фронт освобождения Палестины», «Палестинская народная партия», «Палестинский фронт освобождения», «Арабский освободительный фронт», «Фронт народной борьбы», «Ас-Саика» и др.
- «Палестинское движение национального освобождения» (ФАТХ) — крупнейшая организация ООП, до 2006 года формировала Палестинскую администрацию. На выборах в Законодательный совет в 1996 ФАТХ получил 55 из 88 мест. Лидер — Фарук Каддуми, Махмуд Аббас (председатель ПНА). Образована в 1959 году Арафатом, в 1967—1968 вошло в ООП. Выступает за создание арабского государства на территориях, оккупированных Израилем в 1967 году. Поддерживается консервативными арабскими правительствами, имеет статус наблюдателя в Социалистическом Интернационале. Имеет вооружённые формирования:
  - «Кувват аль-Саека» (официальные)
  - «Танзим»
  - «Бригады мучеников Аль-Акса» (с 2005 — «Бригады Арафата») и др.
- «Народный фронт освобождения Палестины» (НФОП), создан в 1953 Жоржем Хабашем как «Движение арабских националистов». В 1968 преобразовано в НФОП, объявивший себя марксистско-ленинской организацией. Вступил в ООП в 1968, возражал против признания права Израиля на существование и делал ставку на вооружённую борьбу.
- «Демократический фронт освобождения Палестины» (ДФОП) — откололся от НФОП в 1969. ДФОП объявил себя марксистско-ленинской организацией и выступил за достижение национальной независимости палестинских арабов путём массовой революции. Ориентировался на СССР. В 1993 фронт отверг соглашение между ООП и Израилем, которое открыло путь к созданию ПНА, но в 1999 принял участие в переговорах. ДФОП получает помощь со стороны Сирии. Лидер — Наиф Хаватме.
- «Палестинский демократический альянс» — откололся от ДФОП в 1991, выступил за переговоры ООП с Израилем. Лидер альянса Ясир Абд-Раббо занял пост министра информации в Палестинской национальной администрации.
- «Палестинская народная партия» — социалистическая партия. Образована в 1982 как Палестинская коммунистическая партия, ориентировалась на Советский Союз. В 1991 отказалась от марксистско-ленинской идеологии и изменила название. Лидеры — Хан Амира, Абдэль Маджид Хамадан.
- «Ас-Саика» («Молния») — военно-политическая организация, созданная при поддержке сирийской «Партии арабского социалистического возрождения» (БААС) в 1968. Ориентируется на Сирию.
- «Палестинский фронт освобождения» (ПФО) — образован в 1977 отколовшись в 1968 от группировки «НФОП — Главное командование». Организация широко прибегала к террористическим методам. Лидер — Абу Аббас. В 1990-х фронт объявил об отказе от терроризма и признании права Израиля на существование. Абу Аббас в 2003 был арестован американцами в Ираке и умер в заключении.
- «Арабский освободительный фронт» — создан в 1969, ориентировался на иракскую Партию арабского социалистического возрождения (БААС).

### Руководство
Руководящими органами ООП являются исполком во главе с председателем и Палестинский центральный совет (Центральный совет ООП).
Исполком ООП, избранный на 21-й сессии ПНС в Газе (1996):

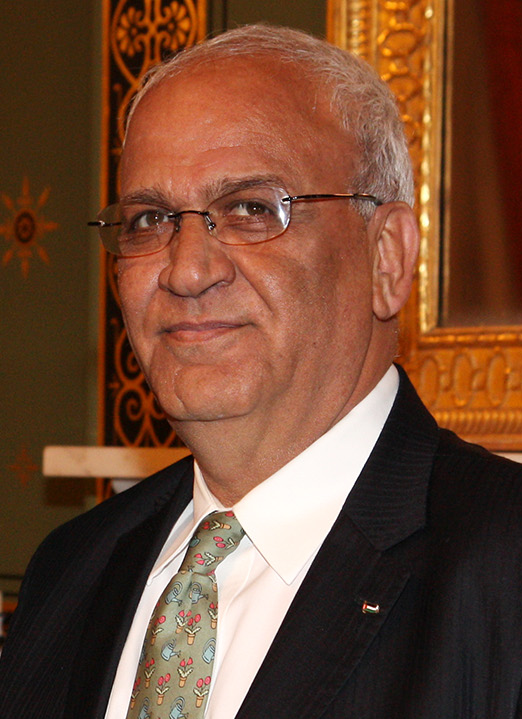
Саиб Арикат в декабре 2014 года

- Ясир Арафат (Абу Аммар) (ФАТХ) — председатель исполкома — умер 11 ноября 2004
- Фарук Каддуми (Абу Лютф) (ФАТХ) — политический департамент
- Махмуд Аббас (Абу Мазен) (ФАТХ) — генеральный секретарь; председатель исполкома с 11 ноября 2004 (избран после смерти Ясира Арафата)
- Мухаммед Зухди ан-Нашашиби (нез.) — экономический департамент
- Ясир Абед Раббо (ДФОП, ныне — ФИДА) — департамент информации
- Сулейман ан-Наджаб (ПКП, ныне — ПНП) — социальный департамент
- Махмуд Исмаил (FLA) — департамент по связям с общественными организациями и профсоюзами
- Ясир Амар (нез.) — департамент образования
- Абдель Рахман Маллух
- Махмуд Оде
- Али Исхак (ПФО) — без портфеля
- Самир Гоше (ПФНБ) — без портфеля
- Фейсал аль-Хусейни — умер в мае 2001
- Асаад Абдель Рахман
- Эмиль Джарджуи
- Гассан аш-Шакаа
- Закария аль-Ага
- Рияд аль-Худари
- Мажед Абу Шамала